# Marcon
Marcon é uma comuna italiana da região do Vêneto, província de Veneza, com cerca de 12.170 habitantes. Estende-se por uma área de 25 km², tendo uma densidade populacional de 487 hab/km². Faz fronteira com Mogliano Veneto (TV), Quarto d'Altino, Venezia.

## Demografia
| Variação demográfica do município entre 1861 e 2011                               |
|                                                                                   |
| Fonte: Istituto Nazionale di Statistica (ISTAT) - Elaboração gráfica da Wikipedia |